# Hjalmar Ljungh
Carl Hjalmar Ljungh, född 26 maj 1838 i Forsa socken, Gävleborgs län, död 13 juni 1915 i Eskilstuna, var en svensk ingenjör. Han var far till ingenjör Hjalmar Ljungh som i äktenskap med Tullia Ljungh blev far till Dagny Arbman och Erland Ljungh.
Ljungh blev elev vid Teknologiska institutet 1855 och avlade avgångsexamen 1858. Han tjänstgjorde därefter vid olika järnvägsbyggnader och vid Topografiska kåren och blev trafikchef vid Söderhamns Järnväg 1872 som efterträdare till ingenjör J.A. Söderlind, den förste innehavaren av denna post. Efter förstatligandet av denna bana blev Ljungh trafikdirektörsassistent vid Statens Järnvägar 1886 och var trafikinspektör i 12:e sektionen 1898–1910.
Ljungh var ledamot i centralstyrelsen för Helsinglands Enskilda Bank från 1888 och i styrelsen för Söderhamns stads sparbank 1889–1902. Han var bland annat under 35 år ledamot av stadsfullmäktige i Söderhamns stad samt mångårig ledamot av Gävleborgs läns landsting, av lasarettsdirektionen, hamndirektionèn, samt kyrko- och skolråd.